# Malus niedzwetskyana
Malus niedzwetskyana se trata como una especie aceptada por algunos botánicos, mientras que otros la incluyen como Malus pumila Miller. Se distingue de la mayoría de las otras manzanas por su fruta de pulpa roja, piel roja y flores rojas. 

## Distribución y hábitat
El árbol se encuentra en China, Afganistán, Kazajistán, Kirguistán y Uzbekistán. Es una especie rara, a menudo, creciendo como un árbol aislado, y pone en inadecuado todo su rango de operaciones de plantaciones madereras o agrícolas. Sólo 111 ejemplares del árbol se conocen que sobreviven en Kirguistán. El grupo conservacionista Fauna & Flora International está trabajando para salvar y restaurar la especie en ese país, y ha puesto M. niedzwetskyana en la lista en peligro de extinción, la puso bajo su Campaña Global de árboles y plantado más de 1.000 árboles jóvenes en los bosques de la zona en 2010 y 2011
El árbol fue introducido en Occidente alrededor del año 1890 por Georg Dieck en el Zöschen Arboretum, Alemania, que creció desde la semilla enviada por el abogado ruso y botánico aficionado Vladislav E. Niedzwiecki que vivía en el exilio en el Turquestán; Dieck posteriormente donó ejemplares a los viveros Späth, que exportó el árbol a los EE. UU. alrededor del año 1896.

## Descripción
El árbol es resistente al invierno y resistente a la sequía, alcanza un tamaño de 5-8 m de altura en el medio silvestre (<5 m bajo cultivo), con una corona globular y la corteza de color púrpura-marrón muy oscura. Los nuevos brotes son de color púrpura oscuro, y las hojas se tornan de color púrpura cuando es nuevo a color verde oscuro cuando madura. En la primavera se producen las flores que son de hasta 10 cm de diámetro, de un color intensamente magenta-rosa. La piel de la fruta es de color rojo oscuro a púrpura-rojo (a veces con una floración cerosa azulada) y la carne varía de rojo claro a rojo brillante, con las semillas de color marrón rojizo oscuro. El fruto es comestible y no muy agrio, cuando se seca, un poco duro. En la región de Kashgar de China cerca de las fronteras de Kirguistán y Tayikistán, se le conoce como 'alma Kisil', "manzana roja ".

## Cultivo
Malus niedzwetskyana se ha utilizado para criar algunas manzanas silvestres de color rojo con hojas, flores y frutos rojos. Se cree que es el ancestro de la variedad Surprise, una manzana rosa pulpa que fue traída a los Estados Unidos por los inmigrantes alemanes en torno a 1840 y más tarde fue utilizada por el horticultor Albert Etter para criar unas 30 variedades de carne roja y, la mejor - más conocida de ellas es Pink Pearl. Otro horticultor, Niels Ebbesen Hansen, se encontró con M. niedzwetskyana en el valle del río Ili, donde también se desplazó Niedzwetsky, en lo que entonces era la región rusa de Turkestán (pero ahora es Kazajistán ) durante su expedición 1897. Hansen comenzó dos programas de cría sobre la base de esta fruta inusual, una destinado a desarrollar una cocción resistente en frío para su consumo, y el otro dirigido a desarrollar manzanas silvestres ornamentales. Sus esfuerzos resultaron en la manzana y el manzano silvestre Almata Hopa, entre otras variedades. Algunas de estas manzanas, así como M. niedzwetskyana en sí misma, se están utilizando para la producción comercial a pequeña escala de sidras de manzana rosada.

## Taxonomía
Malus niedzwetskyana fue descrita por Dieck ex Koehne y publicado en Neuheiten Off. Nat. Arb. Zoeschen 1892: 18. [1892]
Etimología
Malus: nombre genérico de un nombre clásico antiguo dado a la manzana. En Virgilio, Geórgicas 2, 70.
niedzwetskyana: nombre otorgado por Dieck en honor del botánico aficionado descubridor de la planta Vladislav E. Niedzwiecki.
Sinonimia
- Pyrus niedzwetzkyana (Dieck ex Koehne) Hemsl.[15]